# Agat, Guam
Agat (chamorro: Hågat) är en ort och en village (administrativ enhet) i Guam (USA). Den ligger i den sydvästra delen av ön Guam, 14 km sydväst om huvudstaden Hagåtña. Antalet invånare är 4 917. Arean är 27,2 kvadratkilometer. 
Terrängen i Agat är platt åt nordost, men åt sydost är den kuperad.
Följande finns i Agat:
- Bukter:
  - Agat Bay (en vik)

- Insjöar:
  - Fena Lake (en sjö)
- Stränder:
  - Salinas Beach (en strand)

- Berg:
  - Mount Alifan (ett berg)
  - Mount Almagosa (ett berg)
  - Mount Lamlam (Guams högsta berg)
  - Mount Taene (ett berg)